# Ann Dowd
Ann Dowd (* 30. ledna 1956, Holyoke, Massachusetts, Spojené státy americké) je americká herečka. Zahrála si několik vedlejších rolích ve filmech Zelená karta (1990), Lék pro Lorenza (1992), Philadelphia (1993), Procitnutí v Garden State (2004), Manchurianský kandidát (2004), Marley a já (2008), Nařčení (2012), Vedlejší účinky (2013), Miluj souseda svého (2014), Tohle je náš svět (2016), Děsivé dědictví (2018) a Kovbojové (2020).
Během let 2014 až 2017 hrála v seriálu stanice HBO Pozůstalí, za výkon získala nominaci na cenu Emmy. V roce 2017 začala hrát v seriálu Příběh služebnice. Za svůj herecký výkon získala cenu Emmy v kategorii nejlepší ženský herecký výkon ve vedlejší roli (dramatický seriál).